# Caecilia tentaculata
Caecilia tentaculata är en groddjursart som beskrevs av Carl von Linné 1758. Caecilia tentaculata ingår i släktet Caecilia och familjen Caeciliidae. IUCN kategoriserar arten globalt som livskraftig. Inga underarter finns listade.